# Giovanni I di Lorena
Giovanni I di Lorena (febbraio 1346 – Parigi, 23 settembre 1390) è stato Duca di Lorena dal 1346 alla sua morte.

## Origine
Secondo la HISTOIRE ECCLESIASTIQUE ET CIVILE DE LORRAINE, QUI COMPREND CE QUI..., Volume 2, era l'unico figlio maschio del Duca di Lorena Rodolfo e della moglie, Maria di Blois, figlia del conte di Blois Guido I di Blois-Châtillon e di Margherita di Valois, sorella del Re Filippo VI di Francia, quindi figlia di Carlo di Valois (conte di Valois, Alençon e di Chartres e, inoltre, re titolare d'Aragona e fondatore della dinastia dei Valois) e di Margherita d'Angiò, contessa di Angiò e del Maine.
Secondo il Matthias Nuewenburgensis Rodolfo di Lorena era l'unico figlio maschio del Duca di Lorena Federico IV e della moglie, Elisabetta d'Austria (1285-1352), figlia del duca d'Austria e re di Germania Alberto I d'Asburgo e di Elisabetta di Tirolo-Gorizia, figlia, secondo il Burkardi de Hallis et Dytheri de Helmestat Notæ Historicæ 1273-1325 di Mainardo II di Tirolo-Gorizia, duca di Carinzia e di Elisabetta di Wittelsbach (vedova dell'imperatore Corrado IV di Svevia).

## Biografia
Nel 1346 suo padre, Rodolfo fece testamento, dove fa riferimento a tutta la famiglia, compreso Giovanni, il suo erede, di pochi mesi, nominando esecutrici del testamento la moglie e madre di Giovanni, Maria e la sorella e zia di Giovanni, Margherita.
Quando riprese la guerra dei cent'anni, nel 1346, suo padre Rodolfo fu al fianco del re di Francia Filippo VI, e partecipò alla battaglia di Crécy dove trovò la morte, assieme ad altri illustri cavalieri francesi, il 25 agosto 1346.
All'età di appena sei mesi Giovanni succedette nel ducato di Lorena al padre Rodolfo, con la reggenza della madre, Maria di Blois.
Durante i primi anni di reggenza erano sorti problemi tra Maria e il vescovo di Metz, che portarono a scontri, anche tra i nobili del ducato, sino al 1351, anno in cui si ebbe una pacificazione.
Tra il 1352 e il 1353 sua madre Maria si sposò in seconde nozze con Federico, conte di Limante, e come previsto dal testamento del marito Rodolfo nella reggenza fu affiancata dal conte del Württemberg Eberardo II, che entrò in carica nel mese di agosto del 1353, con l'approvazione del duca Giovanni I, ancora bambino.
Secondo alcuni cronisti, Giovanni, nel 1356, fu al seguito del re di Francia, Giovanni II, e fu presente alla battaglia di Poitiers, del 19 settembre 1356, dove gli Inglesi, al comando del principe di Galles Edoardo il Principe Nero, ottennero la vittoria e presero prigioniero il re di Francia.
La reggenza terminò nel 1361, anche se già dal 1360 il duca Giovanni aveva preso le redini del governo.
Giovanni combatté ancora al fianco del Delfino di Francia Carlo nel sopprimere la ribellione dei parigini, fomentata da Étienne Marcel, e, dopo la morte di Giovanni II in prigionia, partecipò all'incoronazione di Carlo V il 19 maggio 1364 a Reims, rafforzando le relazioni tra Francia e Lorena, di cui già erano state gettate le basi in passato.
Giovanni, nel 1363, aveva aderito alla crociata e, nel 1365, partecipò alla Drang nach Osten e alla sua relativa crociata a fianco dell'Ordine Teutonico contro la Lituania, del re Algirdas.
Egli venne coinvolto nella guerra di successione bretone, come del resto già suo padre, in aiuto di suo zio Carlo di Blois contro Giovanni di Montfort. Alla battaglia di Auray, il 29 settembre 1364 Carlo morì sul campo di battaglia, mentre Giovanni e Bertrand du Guesclin furono entrambi presi prigionieri.
Nel dicembre del 1366 Giovanni rese omaggio a Carlo IV di Lussemburgo, che lo nominò luogotenente-generale dell'Impero della regione della Mosella.
Egli continuò comunque ad aiutare Carlo V e Carlo VI a riconquistare le province perse nell'ambito del Trattato di Brétigny, ma negli ultimi anni, si distanziò dalla corte francese. Quest'ultima aveva infatti peggiorato i propri rapporti con l'impero e, sebbene la Lorena fosse formalmente un vassallo del Regno di Francia, Giovanni rimaneva fedele all'imperatore. Alla fine concluse un rappacificamento con il duca di Borgogna Filippo II l'Ardito.
Nel 1377 Giovanni aveva fatto testamento.
Morì il 22 settembre 1390, a Parigi, cercando di difendersi dai cittadini di Neufchâteau che tentavano di usurpare il suo potere; fu trasferito a Nancy e inumato nella Collegiata di San Giorgio; gli succedette il figlio primogenito, Carlo.

## Matrimonio e discendenza
Giovanni nel 1361 aveva sposato sposò Sofia (1343-1369), figlia del reggente Eberardo II di Württemberg e di Elisabetta di Henneberg-Schleusingen; il matrimonio e il casato della moglie ci viene confermato anche dal Henricus Dapifer de Diessenhoven 1316-1361.
Giovanni da Sofia ebbe tre figli:
- Carlo (1364-1431), Duca di Lorena[16];
- Federico (1369- Battaglia di Azincourt, 1415), Signore di Rumigny, di Boves e d'Aubenton, e conte di Vaudémont, per diritto di matrimonio, con Margherita di Joinville;
- Isabella († dopo il 1423), che aveva sposato Enguerrand VII di Coucy

## Ascendenza
|                            |                           |                              | Genitori                      |  |  | Nonni |  |  | Bisnonni              |  |  | Trisnonni              |  |
|                            |                           |                              |                               |  |  |       |  |  | Teobaldo II di Lorena |  |  | Federico III di Lorena |  |
|                            |                           |                              |                               |  |  |       |  |  | Teobaldo II di Lorena |  |  | Federico III di Lorena |  |
|                            |                           | Margherita di Navarra        |                               |  |  |       |  |  | Teobaldo II di Lorena |  |  |                        |  |
| Federico IV di Lorena      |                           |                              |                               |  |  |       |  |  | Teobaldo II di Lorena |  |  |                        |  |
|                            |                           | Isabella di Rumigny          | Ugo di Rumigny                |  |  |       |  |  |                       |  |  |                        |  |
|                            |                           | Isabella di Rumigny          | Ugo di Rumigny                |  |  |       |  |  |                       |  |  |                        |  |
|                            |                           | Isabella di Rumigny          | Filippina d'Oulche            |  |  |       |  |  |                       |  |  |                        |  |
| Rodolfo di Lorena          |                           | Isabella di Rumigny          |                               |  |  |       |  |  |                       |  |  |                        |  |
|                            |                           | Alberto I d'Asburgo          | Rodolfo I d'Asburgo           |  |  |       |  |  |                       |  |  |                        |  |
|                            |                           | Alberto I d'Asburgo          | Rodolfo I d'Asburgo           |  |  |       |  |  |                       |  |  |                        |  |
|                            |                           | Alberto I d'Asburgo          | Gertrude di Hohenberg         |  |  |       |  |  |                       |  |  |                        |  |
| Elisabetta d'Austria       |                           | Alberto I d'Asburgo          |                               |  |  |       |  |  |                       |  |  |                        |  |
|                            |                           | Elisabetta di Tirolo-Gorizia | Mainardo II di Tirolo-Gorizia |  |  |       |  |  |                       |  |  |                        |  |
|                            |                           | Elisabetta di Tirolo-Gorizia | Mainardo II di Tirolo-Gorizia |  |  |       |  |  |                       |  |  |                        |  |
|                            |                           | Elisabetta di Tirolo-Gorizia | Elisabetta di Wittelsbach     |  |  |       |  |  |                       |  |  |                        |  |
| Giovanni I di Lorena       |                           | Elisabetta di Tirolo-Gorizia |                               |  |  |       |  |  |                       |  |  |                        |  |
|                            | Ugo II di Blois-Châtillon | Guido III di Blois-Châtillon |                               |  |  |       |  |  |                       |  |  |                        |  |
|                            | Ugo II di Blois-Châtillon | Guido III di Blois-Châtillon |                               |  |  |       |  |  |                       |  |  |                        |  |
|                            | Ugo II di Blois-Châtillon | Matilde del Brabante         |                               |  |  |       |  |  |                       |  |  |                        |  |
| Guido I di Blois-Châtillon | Ugo II di Blois-Châtillon |                              |                               |  |  |       |  |  |                       |  |  |                        |  |
|                            |                           | Beatrice di Fiandra          | Guido di Dampierre            |  |  |       |  |  |                       |  |  |                        |  |
|                            |                           | Beatrice di Fiandra          | Guido di Dampierre            |  |  |       |  |  |                       |  |  |                        |  |
|                            |                           | Beatrice di Fiandra          | Isabella di Lussemburgo       |  |  |       |  |  |                       |  |  |                        |  |
| Maria di Blois             |                           | Beatrice di Fiandra          |                               |  |  |       |  |  |                       |  |  |                        |  |
|                            |                           | Carlo di Valois              | Filippo III di Francia        |  |  |       |  |  |                       |  |  |                        |  |
|                            |                           | Carlo di Valois              | Filippo III di Francia        |  |  |       |  |  |                       |  |  |                        |  |
|                            |                           | Carlo di Valois              | Isabella d'Aragona            |  |  |       |  |  |                       |  |  |                        |  |
| Margherita di Valois       |                           | Carlo di Valois              |                               |  |  |       |  |  |                       |  |  |                        |  |
|                            |                           | Margherita d'Angiò           | Carlo II di Napoli            |  |  |       |  |  |                       |  |  |                        |  |
|                            |                           | Margherita d'Angiò           | Carlo II di Napoli            |  |  |       |  |  |                       |  |  |                        |  |
|                            |                           | Margherita d'Angiò           | Maria d'Ungheria              |  |  |       |  |  |                       |  |  |                        |  |
|                            |                           | Margherita d'Angiò           |                               |  |  |       |  |  |                       |  |  |                        |  |

### Fonti primarie
- (LA)  Fontes Rerum Germanicarum, Band IV (Stuttgart).
- (LA)  Fontes rerum Germanicarum II.

### Letteratura storiografica
- (FR)  HISTOIRE ECCLESIASTIQUE ET CIVILE DE LORRAINE, QUI COMPREND CE QUI..., Volume 2.